# Prats-de-Sournia
Prats-de-Sournia – miejscowość i gmina we Francji, w regionie Oksytania, w departamencie Pireneje Wschodnie.
Według danych na rok 1990 gminę zamieszkiwało 58 osób, a gęstość zaludnienia wynosiła 7 osób/km² (wśród 1545 gmin Langwedocji-Roussillon Prats-de-Sournia plasuje się na 842. miejscu pod względem liczby ludności, natomiast pod względem powierzchni na miejscu 838.).

## Populacja

Populacja Prats-de-Sournia w latach 1962–2008